# Santo Antônio do Amparo
Santo Antônio do Amparo ist eine Gemeinde (município) im brasilianischen Bundesstaat Minas Gerais.

## Verkehr
- Die BR-381 Rodovia Fernão Dias führt unmittelbar an der Stadt vorbei.
- MG-332
- Santo Antônio do Amparo verfügt über einen kleinen Flughafen mit dem Federal Aviation Administration-Code SNAM.

## Verwaltung
- Präfekt (Bürgermeister): Evandro Paiva Carrara 2009/2012
- Vizepräfekt: Carlos Henrique Avelar
- Presidente da câmara: Fabricio Lage Carrara 2009/2010
- 1º Secretário: Márcio Antônio Lopes Martins 2009/2010

## Wirtschaft

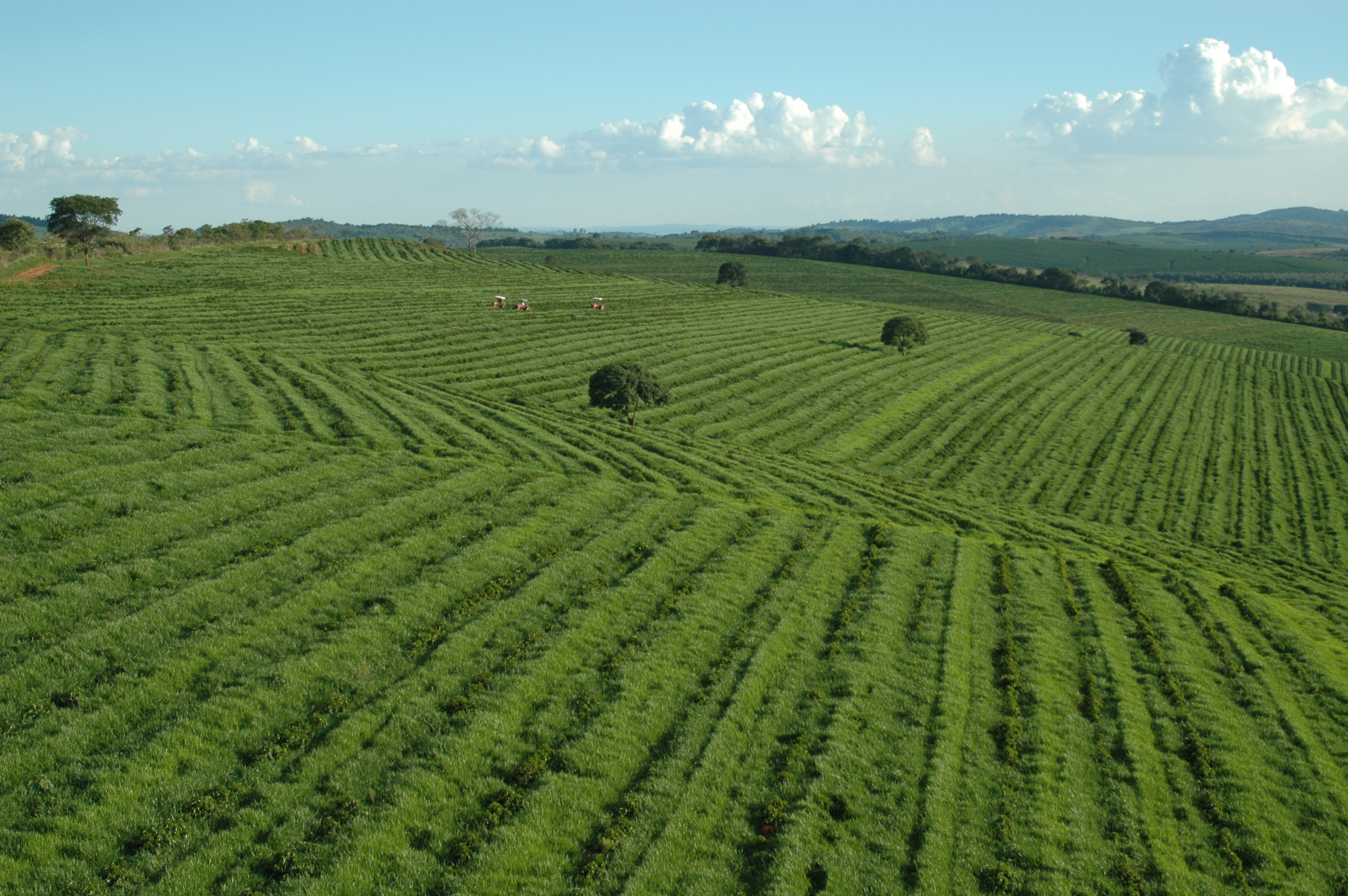
Blick über die Kaffeeplantage Da Lagoa.

Die Neumann Kaffee Gruppe aus Hamburg hat im Februar 2003 die Kaffee-Fazenda Da Lagoa mit 3404 ha nahe Santo Antônio do Amparo übernommen und erweitert diese seitdem.

## Persönlichkeiten
- Hélio de Carvalho Garcia (* 16. März 1931 in Santo Antônio do Amparo) ist ein brasilianischer Politiker in Minas Gerais. 1983 und 1984 war er Vizegouverneur und von 1984 bis 1985 sowie von 1991 bis 1994 Gouverneur. Danach war er Bürgermeister von Belo Horizonte.
- Marcus Aguiar, auch: Marquinho Brasileiro, begann als Webdesigner 1997 und gewann mehrere nationale und internationale Preise für seine visuellen und medialen Kommunikationsarbeiten für Fiat, Usiminas, Telemig Celular, Yamaha Motors, Ibmec, Jota Quest, Brasil Telecom, Globo Minas, Unimed, Vale do Rio Doce, Coca-Cola und weitere.